# 幕別駅
幕別駅（まくべつえき）は、北海道中川郡幕別町錦町にある北海道旅客鉄道（JR北海道）根室本線の駅である。駅番号はK34。電報略号はマク。事務管理コードは▲110419。

## 歴史

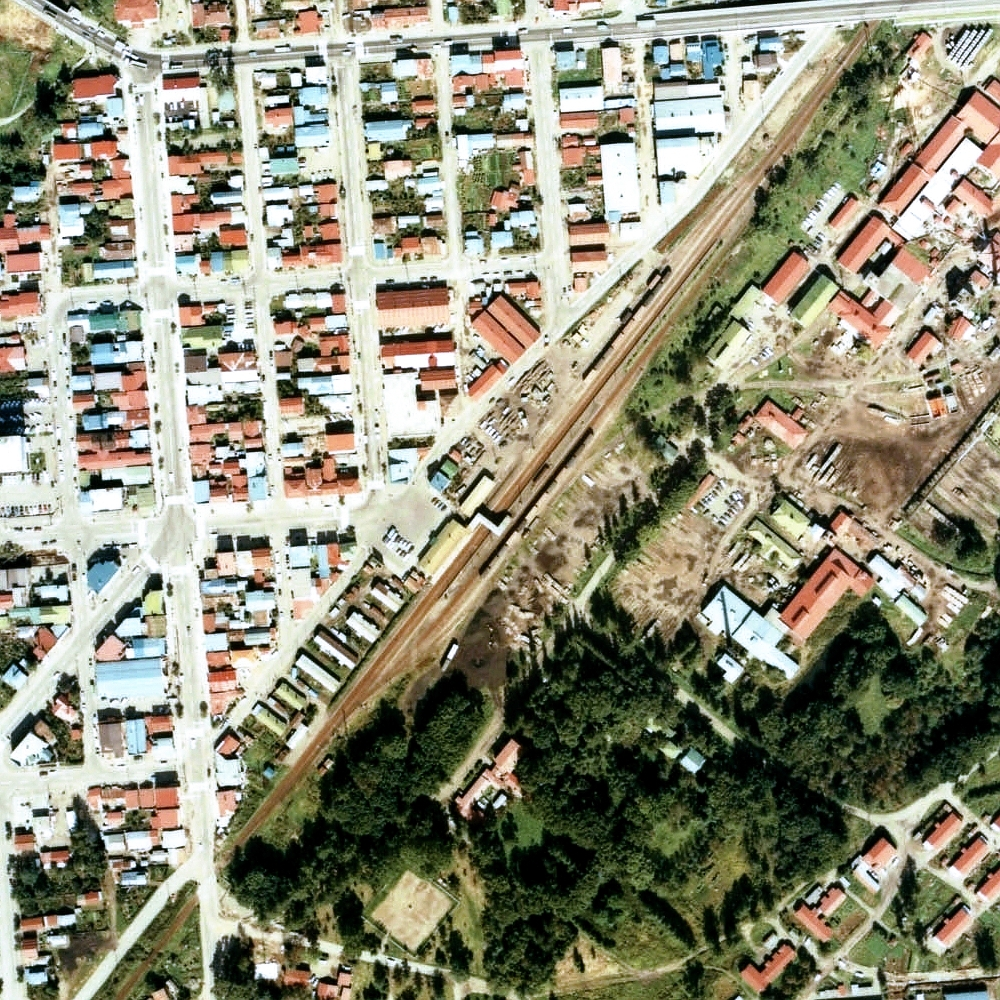
1977年の幕別駅と周囲約500m範囲。右上が根室方面。千鳥状にずれた形の相対式ホーム2面2線と駅裏側に3本の貨物用留置線、駅舎横の池田側に貨物ホームと2本の引込み線、駅裏帯広側のヤードに短い側線（石炭荷卸用）、池田側には新田帯革十勝製渋工場から派生した新田ベニヤ工場への専用線が伸びて、工場内で3本に分岐している。かつて新田帯革は明治42年頃（開設時期諸説あり）から大正年間にかけて、タンニン製造のための木材運搬用に南の猿別川上流やその支流から馬車軌道を敷設していたが、その軌道跡は確認できない。

- 1905年（明治38年）10月21日：国有鉄道の止若駅（やむわっかえき）として開業[6]。一般駅[2]。
- 1911年（明治44年）8月：新田帯革十勝製渋工場操業開始。専用線使用開始。
- 1919年（大正8年）7月：新田ベニヤ製造所操業開始。製渋工場専用線から専用線分岐。
- 1930年（昭和5年）：駅前火災で駅舎類焼。再建。
- 1951年（昭和26年）7月：跨線橋設置。[7]
- 1954年（昭和29年）8月17日：釧路市から帯広市に向かう昭和天皇、香淳皇后のお召し列車が停車。駅前奉迎が行われた[8]。
- 1957年（昭和32年）12月6日：駅舎改築。[9]
- 1963年（昭和38年）11月1日：幕別駅に駅名改称[6]。
- 1982年（昭和57年）9月10日：貨物取扱い廃止[2]。
- 1984年（昭和59年）12月1日：（乗車券の販売を除き）業務委託駅となる[10]。
- 1985年（昭和60年）3月14日：荷物取扱い廃止[2]。
- 1987年（昭和62年）4月1日：国鉄分割民営化により、北海道旅客鉄道（JR北海道）の駅となる[2]。
- 1989年（平成元年）：同年度から幕別町が当駅を特急停車駅とする運動を実施。
- 1994年（平成6年）
  - 8月1日 : 前述の特急停車駅昇格運動を受けて、同日から8月21日まで特急「おおぞら2号」が臨時停車 [11]。その後の定期停車には至らず。
  - 同年度：石勝線・根室線高速化工事に伴い同年度に分岐器を弾性分岐器に交換[12]。
- 2017年（平成29年）2月1日：受託会社がジェイ・アール道東トラベルサービスから北海道ジェイ・アール・サービスネットに変更。
- 2025年（令和7年）2月6日：自動券売機の営業を終了[13]。

### 駅名の由来
旧駅名の「止若」は所在地の旧名（旧村名）であり、市街の東北の猿別川下流東岸にあった「ヤㇺワッカピラ（yam-wakka-pira）」（冷たい・水の・崖）という場所に由来する。
しかし、止若村、旧幕別村他が合併して新・幕別村（→幕別町）が成立したのち、止若は鉄道駅ができ急速に発達した。これにより鉄道開通翌年の1906年（明治39年）には止若に役場が移転し、その後止若市街も幕別市街と呼ばれるようになった。
一方で、駅名は止若のままであったが、稚内市の天北線に幕別駅があり紛らわしいとされるようになったため、1963年（昭和38年）、7月に稚内側の地名を幕別から恵北と改めた上で10月1日に天北線幕別駅を恵北駅と改称し、翌11月1日に当駅を幕別駅と改称して、駅名と市街の名称を一致させた。

## 駅構造
2面3線の単式・島式ホームの地上駅。駅舎側の本線である1番線を基本的に上下線とも使用し、交換および追抜き待避する場合のみ上りは2番線（あるいは3番線）、下りは3番線を使用する。お互いのホームは跨線橋で連絡している。
みどりの窓口設置の業務委託駅（北海道ジェイ・アール・サービスネット委託）。

### のりば
| 番線  | 路線      | 方向 | 行先           |
| ----- | --------- | ---- | -------------- |
| 1 - 3 | ■根室本線 | 上り | 帯広・新得方面 |
| 1・3  | ■根室本線 | 下り | 池田・釧路方面 |

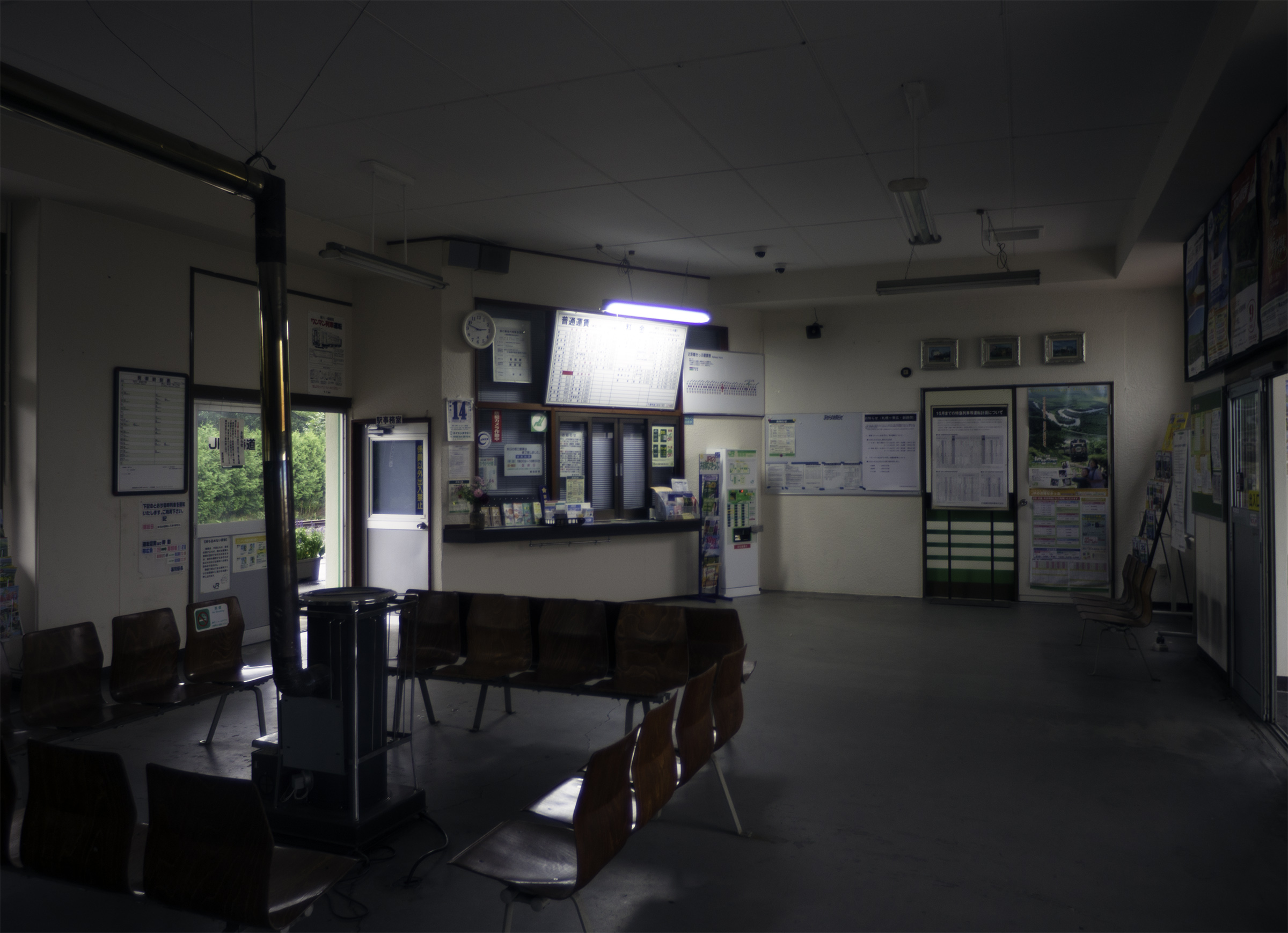
駅舎内（2013年9月）
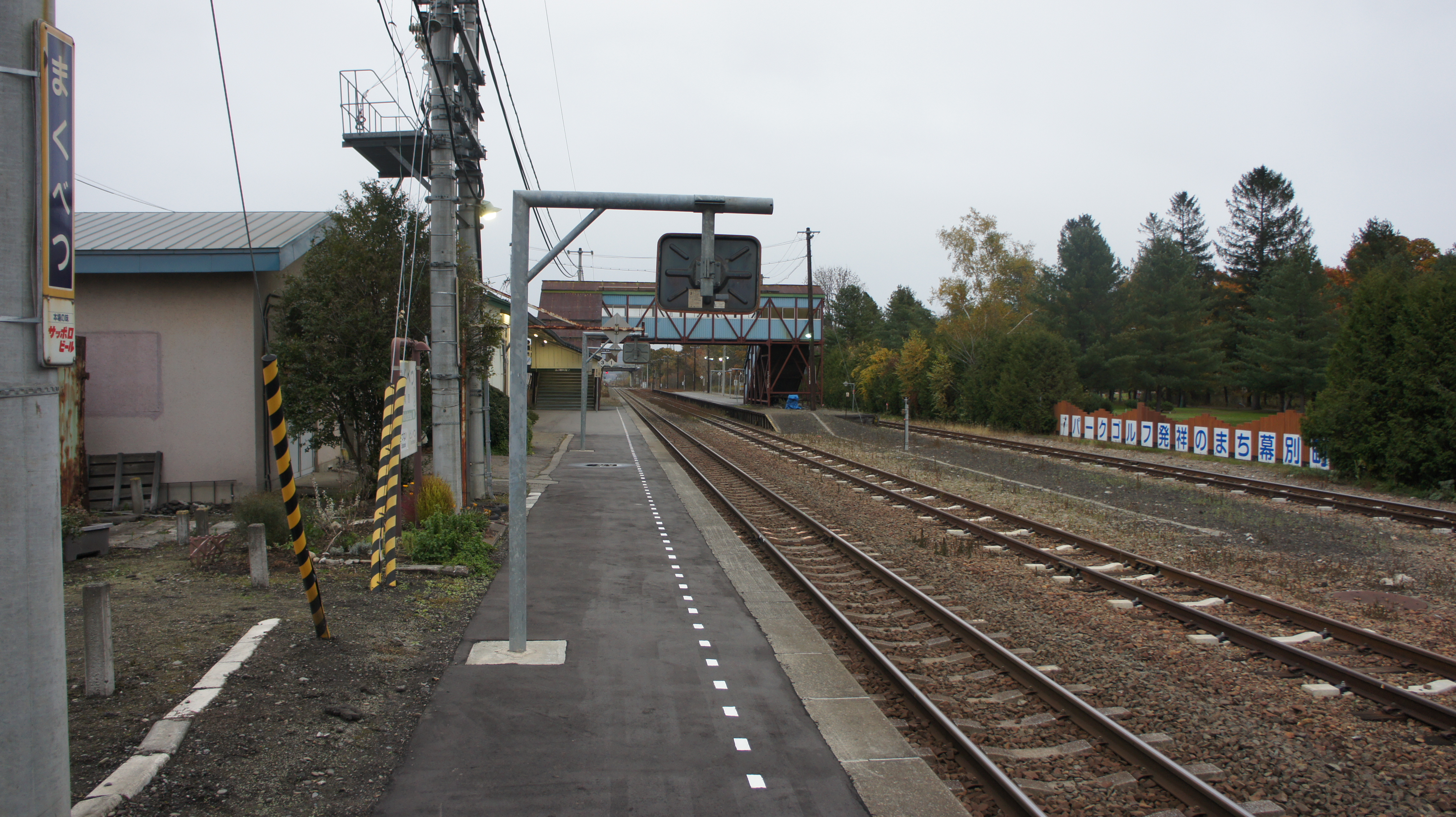
ホーム（2017年10月）
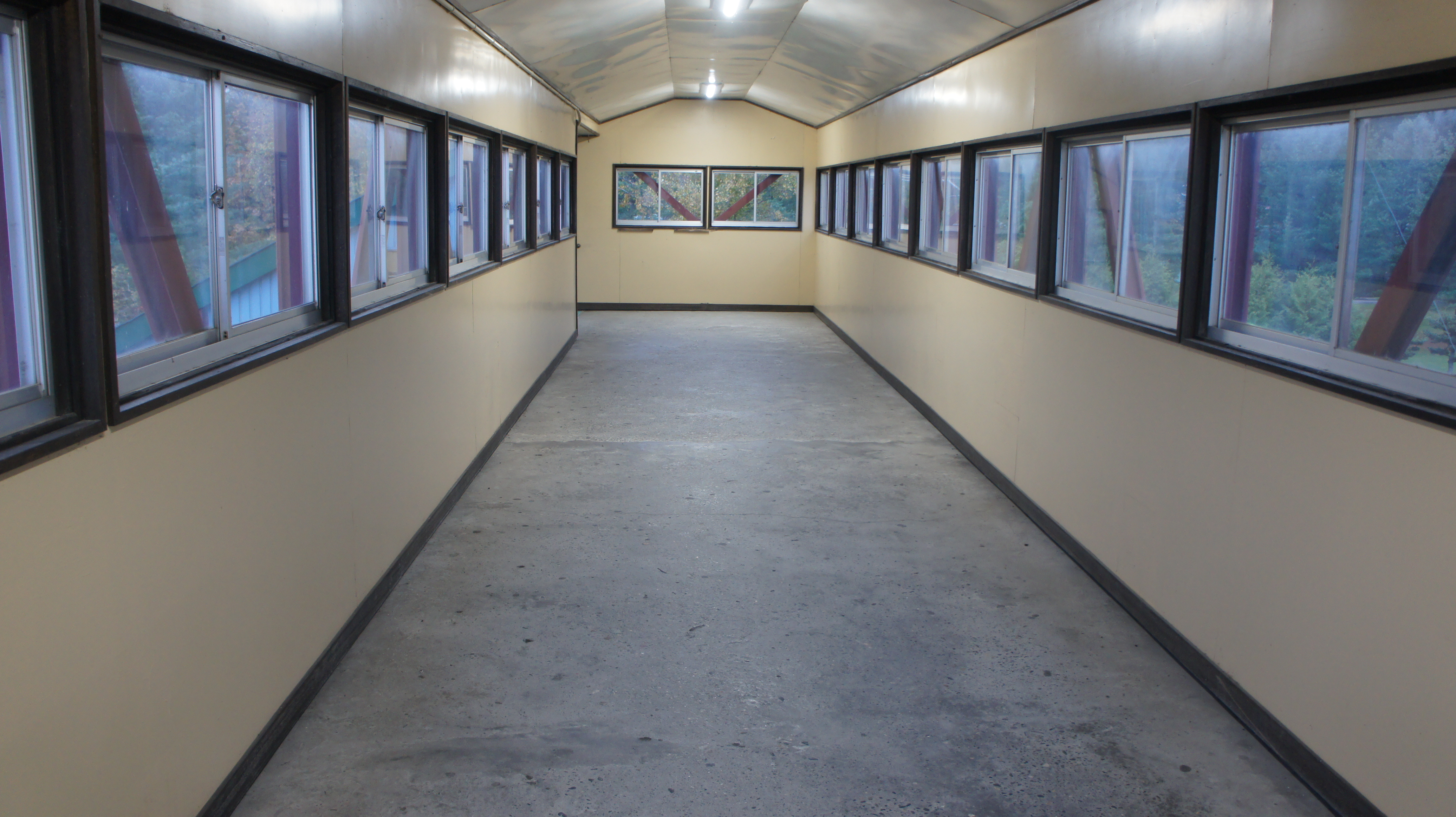
跨線橋（2017年10月）

## 利用状況
1日の平均乗降人員は以下の通りである。
| 乗降人員推移 | 乗降人員推移 |
| 年度         | 1日平均人数  |
| ------------ | ------------ |
| 2011         | 550          |
| 2012         | 536          |
| 2013         | 462          |
| 2014         | 484          |
| 2015         | 488          |
| 2016         | 478          |
| 2017         | 416          |
| 2018         | 386          |

## 駅周辺
幕別町の中心駅。
- 国道38号・国道242号
- 幕別町役場
- 帯広警察署幕別駐在所
- とかち広域消防局　幕別消防署
- 幕別郵便局
- 北洋銀行幕別支店
- 幕別町農業協同組合（JA幕別町）
- 幕別町民会館
- 幕別町図書館
- 北海道幕別高等学校
- 幕別町立幕別中学校
- 幕別町立幕別小学校
- フクハラ 幕別店
- 十勝バス「幕別駅前」停留所 - 帯広市方面、北海道ちほく高原鉄道ふるさと銀河線代替バス、まくばす(町営コミバス　十勝バス運行)停留所など

## 隣の駅
北海道旅客鉄道（JR北海道）
■根室本線
札内駅 (K32) - *稲士別駅 (K33) - 幕別駅 (K34) - 利別駅 (K35)
* 打消線は廃駅